# Исаев, Гапиз Магомедович
Гапиз Магомедович Исаев (1 октября 1964, Урахи, Дагестанская АССР — 5 февраля 2010, Избербаш, Дагестан) — сотрудник Министерства внутренних дел Российской Федерации, подполковник милиции, погиб при исполнении служебных обязанностей вследствие подрыва служебного автомобиля. Указами Президента Российской Федерации награждён двумя орденами Мужества (2008, 2010 — посмертно).

## Биография
Гапиз Магомедович Исаев родился 1 октября 1964 года в селе Урахи Сергокалинского района Дагестанской АССР. В 1982 году окончил Урахинскую среднюю школу им А. Тахо-Годи.
В 1982 году уехал в город Шевченко Казахской ССР (ныне Актау), где поступил по специальности «водитель-механик» в профессиональное училище.
В 1983—1985 г.г — служил в автомобильной роте в рядах Вооружённых Сил СССР.
В 1985 году Исаев поступил на службу в органы внутренних дел СССР, начав её с должности простого сотрудника, но через некоторое время был переведён на должность младшего оперуполномоченного уголовного розыска, пройдя путь до начальника Избербашского межрайонного Центра противодействия терроризму и экстремизму МВД РД.
При его непосредственном участии были раскрыты десятки преступлений, предотвращены теракты, задержаны и привлечены к ответственности значительное число преступников.
В 1988—1992 г.г — слушатель Высшей школы МВД СССР в г. Горький.
В 1992—1997 г.г — сотрудник отдела Уголовного розыска ГОВД г. Избербаш.
В 1998—1999 г.г — начальник отдела Уголовного розыска Сергокалинского РОВД.
С 1999—2010 г.г — сотрудник Управления по борьбе с организованной преступностью и уголовным терроризмом МВД по Республике Дагестан.
Вторжение незаконных вооружённых формирований из Чечни на территорию Республики Дагестан Гапиз Исаев встретил в Махачкале. Вместе с сотрудниками УБОП МВД РД принимал активное участие в оказании сопротивления международным бандформированиям в Кадарской и Карамахинской зоне боевых действий Буйнакского района, в так называемом «Кадарском треугольнике».
В 2008 году Указом Президента Российской Федерации «За успешно проведённую спецоперацию и проявленное при этом мужество и отвагу» награждён орденом Мужества

## Гибель
5 февраля 2010 года в 10:30 в городе Избербаш Гапиз Исаев погиб в результате подрыва его служебного автомобиля «Нива». Неустановленные лица привели в действие взрывное устройство, заложенное под днищем автомобиля. Милиционер от полученных ран скончался на месте. Был похоронен в тот же день в городе Избербаш.
Указом Президента Российской Федерации подполковник милиции Гапиз Исаев посмертно был удостоен второго ордена Мужества, на этот раз уже — посмертно.

## Память
- В память об Гапизе Исаеве названы улицы в городе Избербаш, в районном центре Сергокалинского района, селе Сергокала, в селе Краснопартизанск. Проводятся уроки мужества в средних школах, турниры по волейболу, футболу и вольной борьбе. Установлены мемориальные плиты в здании ОМВД России по г. Избербаш, на улице и фамилия на Мемориальном комплексе возле здания МВД РД.

## Награды
- Орден Мужества — 2008 г.
- Орден Мужества — 2010 г.
- Медаль «За укрепление боевого содружества» Минобороны России.
- Медаль Медаль «За боевое содружество» МВД России.
- Медаль «За доблесть в службе» МВД России.
- Медали «За отличие в службе» МВД России I, II, III степеней.
- Почётный знак «За верность долгу» МВД России.
- Почётный знак «Отличник милиции» МВД СССР.
- Почётный знак «Участник боевых действий» МВД России.